# Occupation allemande de l'Estonie pendant la Première Guerre mondiale

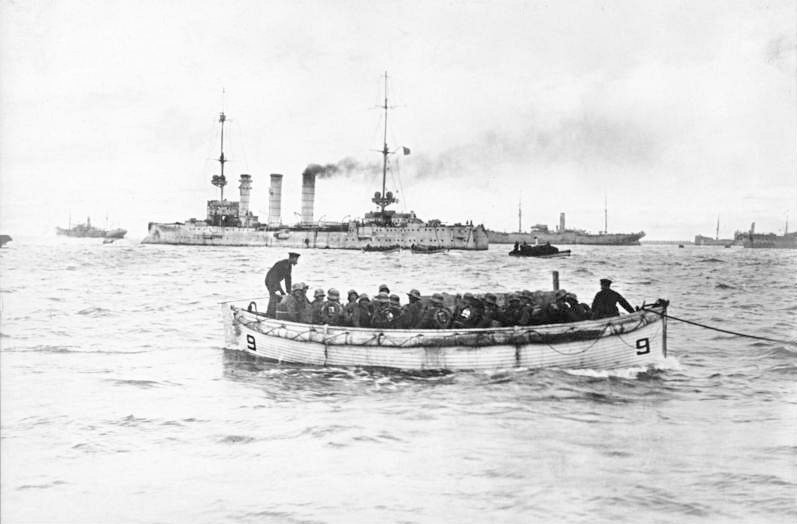
Troupes allemandes débarquant à Ösel

L'occupation de l'Estonie par l'Empire allemand a lieu à la fin de la Première Guerre mondiale. Du 11 au 21 octobre 1917, l'armée impériale allemande occupe l'archipel ouest-estonien composé des îles de Saaremaa, Hiiumaa et Muhu.
Les combats cessent pendant les négociations du traité de Brest-Litovsk. Ceux-ci échouent en février et pour faire pression sur le nouveau régime bolchevique de la Russie soviétique pour qu'il signe le traité de Brest-Litovsk, les Allemands débarquent sur la partie continentale de l'Estonie le 18 février 1918 et marchent sur Haapsalu le 21 février 1918. Les Allemands occupent Valga le 22 février, et Pärnu, Viljandi et Tartu le 24 février. Tallinn est occupée le 25 février 1918. La dernière ville prise est Narva, le 4 mars 1918, mettant fin à la fois au régime républicain qui avait déclaré l'indépendance de l'Estonie le 24 février 1918 à Tallinn et à la domination des gardes rouges russo-estoniens locaux. Les derniers gardes rouges s'échappent sur la rivière Narva le 5 mars 1918.
Le lieutenant-général Adolf von Seckendorff arrive à Tallinn le 28 février 1918. Il était le commandant militaire du troisième Kommandatur à la tête de l'administration militaire allemande de l'archipel ouest-estonien. Plus tard en 1918, avec la signature du traité de Brest-Litovsk, les bolcheviks renoncent à toutes les revendications concernant l'Estonie et l'Allemagne est alors libre de créer des États baltes clients. L'Estonie devient une partie de l'administration militaire allemande Ober Ost pour la Courlande, l'Estonie, la Livonie, Saaremaa et Riga.

## Occupation allemande
La première partie de l'Estonie actuelle qui est occupée est l'île Ruhnu (alors partie du Gouvernement de Livonie) en 1915.
Pendant l'occupation de l'Estonie, les Allemands subissent au total 368 morts et environ 1400 soldats blessés. Ils prennent 20 000 prisonniers de guerre russes et capturent plusieurs navires de guerre russes. Un ancien navire de guerre russe, le cuirassé Slava, est coulé pendant la bataille de Moon Sound vers l'île de Muhu. L'armée impériale allemande utilisé son 60e corps (19e division d'infanterie, 77e division de réserve et 4e division de cavalerie) pour attaquer le nord de la Livonie et l'Estonie. Le 6e corps (205e et 219e divisions d'infanterie et 1re division de cavalerie) attaque de l'archipel ouest-estonien jusqu'à Lihula, Virtsu et Haapsalu.

## Déclaration d'indépendance de l'Estonie
Entre le retrait des troupes russes et l'avancée des troupes allemandes, l'occupation de l'Estonie par l'Empire allemand approchant, le Comité du salut du Conseil national estonien, Maapäev, déclare l'indépendance de l'Estonie le 24 février 1918. Cependant, les forces allemandes ne reconnaissent l'indépendance.
Le 23 mars 1918, le commandant du 68e corps allemand déclare illégale l'armée estonienne qui vient d'être formée. Les arrestations des dirigeants du mouvement d'indépendance nationale débutent durant le mois de juin 1918. Le chef d'Etat élu Konstantin Päts est envoyé en Allemagne pour y être emprisonné. Pendant toute cette période, le Comité du salut estonien poursuit ses activités clandestines, entrant en relation avec les puissances alliées occidentales. La Grande-Bretagne reconnaît l'indépendance estonienne (de facto) le 3 mai 1918, suivie de la France le 18 mai et de l'Italie le 29 mai 1918, donnant au comité un statut juridique de représentant de la nation estonienne.
Après la révolution allemande, entre le 11 novembre et le 14 novembre 1918, les représentants de l'Allemagne remettent officiellement le pouvoir politique en Estonie au gouvernement national. Le départ des troupes allemandes laisse un vide et les troupes bolcheviques russes arrivent. La guerre d'indépendance estonienne suit. Le 2 février 1920, le traité de paix de Tartu est signé par la république d'Estonie et la Russie bolcheviste. La république d'Estonie obtient une reconnaissance internationale et devient membre de la Société des Nations en 1921.

## Duché baltique uni
La minorité allemande balte tente de fonder le duché baltique uni. Lors de la signature du traité de Brest-Litowsk le 3 mars 1918, la Russie soviétique transfère officiellement l'Estonie à l'administration militaire allemande, son statut futur devant être déterminé ultérieurement.
Le 12 avril 1918, les Baltes allemands rassemblent le Landesversammlung à Riga demandant la formation du Duché unifié d'Estland, de Livland et de Kurland à incorporer à l'Allemagne impériale en union personnelle avec la famille Hohenzollern, une demande présentée par le Landesrat de Riga à l'empereur d'Allemagne.

## Ober Ost
Tallinn, Tartu et Narva sont placés directement sous l'administration militaire allemande (Ober Ost), mais le reste du pays est divisé et administré en Amtsbezirks et plus petits Ortsbezirks. Généralement, des représentants de la noblesse balte (propriétaires terriens féodaux allemands baltes) sont nommés chefs d'administration locaux. Tous les journaux de langue estonienne, à l'exception de l'allemand Rewaler Tagesblatt/Tallinna Päevaleht sont interdits. Cette situation perdure jusqu'au 10 novembre 1918. L'Allemagne dénonce le traité de Brest-Litovsk avec tous ses protocoles additionnels (alors secrets) le 5 novembre 1918. August Winnig, le dernier représentant allemand en Estonie signe le traité avec le gouvernement provisoire estonien le 19 novembre 1918, donnant tout le pouvoir d'administration au gouvernement provisoire estonien. La Russie soviétique envahit l'Estonie le 28 novembre 1918, déclenchant la guerre d'indépendance estonienne.

## Administrateurs militaires allemands
Trois administrations militaires allemandes (Etappenverwaltungen), l'Estonie, la Livonie et l'Ösel, sont mises en place au fur et à mesure de l'avancée allemande. Les administrateurs militaires sont d'abord subordonnés à l'Ober Ost de 1917 à 1918, puis au chef de l'administration militaire des terres baltes.